# Greenstream
Il Greenstream è un gasdotto lungo 520 km che collega la Libia con l'Italia. È operativo dal 1º ottobre del 2004 e i suoi lavori di costruzione si sono svolti con notevole rapidità, essendo iniziati ad agosto 2003 e ultimati nel febbraio dell'anno successivo. La posa dei tubi è stata eseguita dalla Saipem. Le forniture del gasdotto sono iniziate il 1º ottobre 2004 mentre l'inaugurazione è avvenuta il 7 ottobre dello stesso anno, da Silvio Berlusconi e da Muʿammar Gheddafi.

## Soci
È operato da Eni (quota del 75%) e NOC (quota del 25%) nel quadro della più ampia joint-venture paritetica denominata Western Libyan Gas Projects e fa parte del sistema di trasporto del gas libico Libyan Gas Transmission System. Consente al gas estratto dai giacimenti di Bahr Essalam (offshore) e Wafa (nel deserto libico, al confine con l'Algeria) di essere trasportato in Sicilia e di qui al resto dell'Italia. L'investimento totale è stato di 7 miliardi di euro, di cui 3,7 in quota Eni.

## Capacità
La quantità di gas trasportata è di 8 miliardi di metri cubi all'anno. Circa 2 miliardi di metri cubi di gas estratti dai campi produttivi del WLGP sono invece destinati ai mercati locali e non vengono esportati tramite il Greenstream.

## Tracciato e caratteristiche tecniche
Il gasdotto è lungo 520 km e si snoda fra la stazione di compressione di Mellitah ed il terminale di ricevimento del gas di Gela. Con i suoi 520 km è attualmente il gasdotto più lungo esistente nel Mar Mediterraneo, ed in alcuni tratti raggiunge la profondità di 1.127 metri.

## Altri gasdotti del Mar Mediterraneo
- Galsi
- Transmed
- TAP - Gasdotto Trans Adriatico
- Interconnettore Grecia-Italia